# المسرح الحر

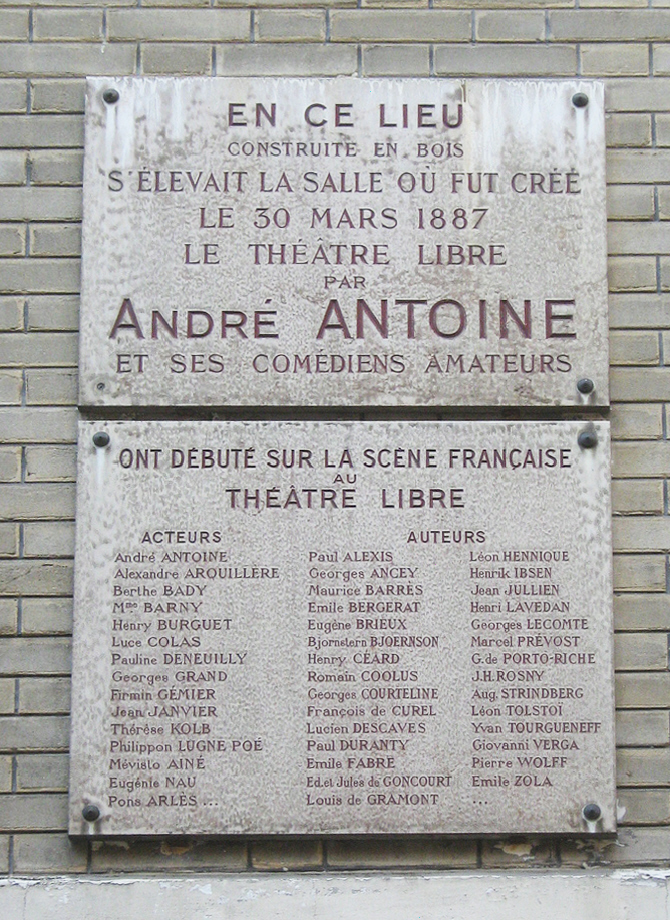
رخامة تذكارية موجودة في 37 شارع اندريه انطوان في باريس تخليدا للقاعة التي إِسْتَجَدَّ فيها المسرح الحر

المسرح تاحر هو حركة مسرحية ولدت في قاعة من الدائرة 18 في باريس ، وقد أنشأ الحركة أندريه أنطوان في عام 1887 من أجل تجديد المشهد من خلال عرض مسرحي واقعي وتفسير الكتاب الطبيعيين للكاتب الشاب الغرنسي ( إميل زولا ) والكاتب الجنبي ( إبسن ، ستريندبرغ ).
تم إعداد البرامج والملصقات من قبل فنانين مثل ايبالس و فويلارد و سيناك و غيلات و تولوز لووترك و ابال تريشي و هنري جيربولت و لويس انكيتان و الكسندر شاربانتي ، وهم مصمّمون بشكل واقعي ، وشرس في كثير من الأحيان ، وشهدوا أجواء و ولادة المسرح الحر ، وروح حرية التأليف والتمثيل.

## الطبيعية المسرحية
ظلت النزعة الطبيعية ، التي كانت في ذلك الوقت في طليعة الأخبار الأدبية ، مستبعدة من المشاهد الرسمية. أدرك أندريه أنطوان كل المزايا التي يمكن أن يستمدها المسرح من نظريات إميل زولا . ومن ثم فإن المسرح الحر سيكون المنصة درامية مفتوحة لجميع العروض الكوميدية الفرنسية و لمسرح اوديون. قدم المسرح الحر نفسه كمخبر تجريبي للمبتدئين ، ثم كمسرح صدامي و اسنفزازي . بعد فترة من الصعوبات التي أجبرته على مغادرة باريس لما يقرب من ثلاث سنوات ، أصبح مكان التقاء المجتمع الراقي.

## البرامج
(قائمة غير حصرية)

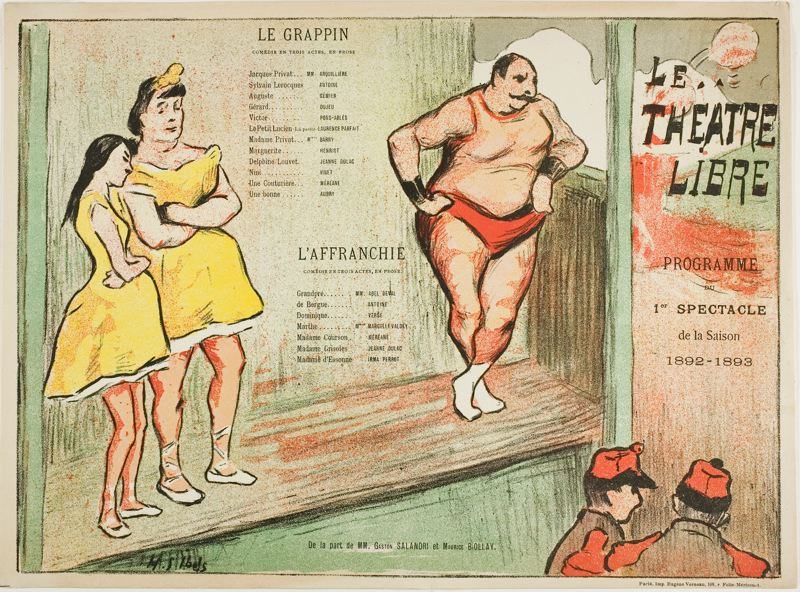
البرنامج الأول لموسم 1892-1893 برسم هنري غابرييل إبيلز.

- 1888 - ليه باوتشر ، دراما في فصل واحد لفرناند إكرز .
- 1890 - ميران ، كوميديا في ثلاثة أعمال من تأليف إميل برجرات [2]
- 1891 - Les Fourches Caudines ، دراما في فصل واحد لموريس لو كوربيلير [3]
- 1891 - La Rançon ، كوميديا في ثلاثة أعمال نثرية لغاستون ساليندري [4]
- 1891 - لابي بيير ، مسرحية واحدة لمارسيل بريفوست
- 1891 - Un Beau Soir ، كوميديا في فصل واحد لموريس فوكير
- 1892 - لو بير جوريو ، كوميديا أونوريه دي بلزاك [5]
- 1892 - ليتوال روج ، مسرحية في ثلاثة أعمال لهنري فيفر [6]
- 1892 - العب بمفردك في عملين لألبرت جينون
- 1892-1893 - Les Tisserands ، دراما في خمسة أعمال - La Fumée ، ثم La Flamme
- 1894 - القلق - عشاق الأبدية
- 1895 - 1896 - ابنة ارتابان - السديم - حوار مجهول [7]

## انظر كذلك

### مقالات ذات صلة
- أندريه أنطوان
- بلزاك في المسرح